# Xylopertha
Xylopertha är ett släkte av skalbaggar. Xylopertha ingår i familjen vivlar.
Kladogram enligt Catalogue of Life:
| Xylopertha | \| \| Xylopertha compressus \| \| \| \| \| \| Xylopertha hirsutus \| \| \| \| \| \| Xylopertha parva \| \| \| \| |
|            | \| \| Xylopertha compressus \| \| \| \| \| \| Xylopertha hirsutus \| \| \| \| \| \| Xylopertha parva \| \| \| \| |
|            | Xylopertha compressus                                                                                            |
|            | |
|            | Xylopertha hirsutus                                                                                              |
|            | |
|            | Xylopertha parva                                                                                                 |
|            | |

## Bildgalleri

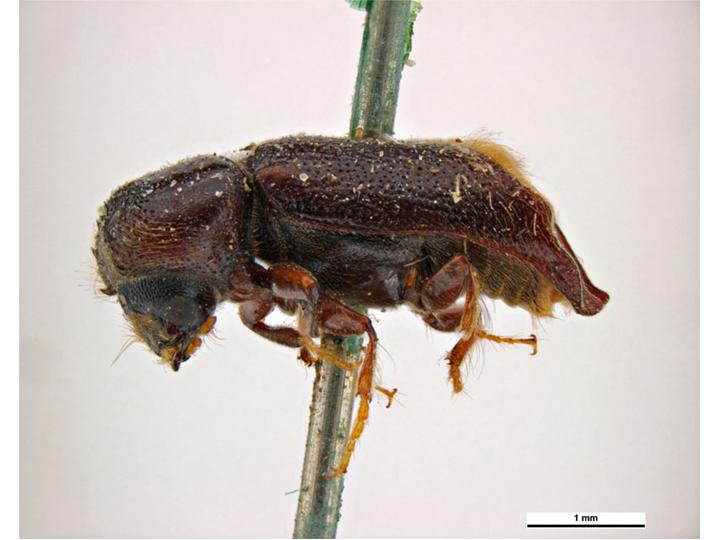